# Aumühle (Burgbernheim)
Aumühle (fränkisch: Aabmühl) ist ein Gemeindeteil der Stadt Burgbernheim im Landkreis Neustadt an der Aisch-Bad Windsheim (Mittelfranken, Bayern). Aumühle liegt in der Gemarkung Burgbernheim.

## Geografie
Die Einöde liegt an der Ens. 0,5 km nordwestlich erhebt sich der Hirschbuck (357 m ü. NHN), 1 km nordöstlich befindet sich das Flurgebiet Breite Wiesen. Ein Anliegerweg führt nach Burgbernheim (1 km südlich).

## Geschichte
Der Ort wurde 1296 im Rothenburger Achtbuch als „Bernheimerowe“ erstmals urkundlich erwähnt, 1603 erstmals „Abmühl“ genannt.
Von 1797 bis 1810 unterstand der Ort dem Justizamt Külsheim und Kammeramt Ipsheim. Im Rahmen des Gemeindeedikts wurde Aumühle dem 1811 gebildeten Steuerdistrikt Burgbernheim und der 1813 gebildeten Munizipalgemeinde Burgbernheim zugeordnet.

## Einwohnerentwicklung
| Jahr      | 001824 | 001840 | 001861 | 001871 | 001885 | 001900 | 001925 | 001950 | 001961 | 001970 | 001987 |
| Einwohner | 9      | 9      | 9      | 5      | 8      | 7      | 8      | 8      | 5      | 3      | 6      |
| Häuser    | 1      | 1      |        |        | 1      | 1      | 1      | 1      | 1      |        | 1      |
| Quelle    | [ 10 ] | [ 11 ] | [ 12 ] | [ 13 ] | [ 14 ] | [ 15 ] | [ 16 ] | [ 17 ] | [ 18 ] | [ 19 ] | [ 1 ]  |

## Religion
Der Ort ist seit der Reformation evangelisch-lutherisch geprägt und bis heute nach St. Johannis (Burgbernheim) gepfarrt. Die Katholiken sind nach St. Bonifaz (Bad Windsheim) gepfarrt.